# Phoradendron apertiflorum
Phoradendron apertiflorum är en sandelträdsväxtart som beskrevs av Kuijt. Phoradendron apertiflorum ingår i släktet Phoradendron och familjen sandelträdsväxter. Inga underarter finns listade i Catalogue of Life.